# Гарднертаун (Њујорк)
Гарднертаун (енгл. Gardnertown) насељено је место без административног статуса у америчкој савезној држави Њујорк.

## Демографија
По попису из 2010. године број становника је 4.373, што је 160 (-3,5%) становника мање него 2000. године.
| Група             | 2000.         | 2010.         |
| Белци             | 3.635 (80,2%) | 3.055 (69,9%) |
| Афроамериканци    | 298 (6,6%)    | 431 (9,9%)    |
| Азијати           | 71 (1,6%)     | 84 (1,9%)     |
| Хиспаноамериканци | 486 (10,7%)   | 740 (16,9%)   |
| Укупно            | 4.533         | 4.373         |